# 胃宿增一
三角座10，又名BD+27 360，HD 14252、SAO 75276、HR 675，是三角座的一颗恒星，视星等为5.03，位于銀經145.22，銀緯-30.41，其B1900.0坐标为赤經2h 13m 9.1s，赤緯+28° -30.41′ 52″。